# Yellow Grass
Yellow Grass est une ville de la province de la Saskatchewan au Canada.

## Démographie
| 2001 | 2006 | 2011 | 2016 |
| ---- | ---- | ---- | ---- |
| 422  | 371  | 440  | 478  |

## Climat

### Météorologie
- 5 juillet : record absolu de chaleur pour le Canada avec une température de 45°C à Yellow Grass[3]dans la Saskatchewan[4].

### Diagramme climatique
| Mois                                  | jan.       | fév.      | mars       | avril      | mai        | juin    | jui.      | août      | sep.       | oct.      | nov.       | déc.      | année           |
| ------------------------------------- | ---------- | --------- | ---------- | ---------- | ---------- | ------- | --------- | --------- | ---------- | --------- | ---------- | --------- | --------------- |
| Température minimale moyenne (°C)     | −19,8      | −15,9     | −9,9       | −2,4       | 3,9        | 9,2     | 11,6      | 10,4      | 4,7        | −1,8      | −9,9       | −17,1     | −3,1            |
| Température moyenne (°C)              | −14,2      | −10,5     | −4,3       | 5          | 11,5       | 16,3    | 19,1      | 18,5      | 12,4       | 4,9       | −4,4       | −11,6     | 3,6             |
| Température maximale moyenne (°C)     | −8,5       | −5        | 1,3        | 12,3       | 19,2       | 22,3    | 26,6      | 26,7      | 20,1       | 11,6      | 1,1        | −6,1      | 10,2            |
| Record de froid (°C) date du record   | −45,6 1916 | −45 1936  | −44,4 1972 | −28,9 1975 | −13,3 1929 | −6 1989 | −1,7 1934 | −2,2 1934 | −13,3 1934 | −24 1984  | −33,3 1964 | −43 1983  | −45,6 11/1/1916 |
| Record de chaleur (°C) date du record | 13,3 1931  | 17,8 1932 | 23 2007    | 33 1980    | 39 1980    | 40 1988 | 45 1937   | 41,6 2018 | 38 1998    | 32,2 1943 | 24 1999    | 16,7 1939 | 45 5/7/1937     |
| Précipitations (mm)                   | 21,8       | 15,9      | 23,5       | 26,7       | 55,2       | 80,5    | 65,4      | 42,4      | 36,6       | 25,1      | 16,7       | 20,8      | 430,6           |
| dont neige (cm)                       | 21,4       | 15,7      | 17,9       | 8,9        | 4          | 0,1     | 0         | 0         | 1,3        | 7         | 14,7       | 20,5      | 111,5           |
| Nombre de jours avec précipitations   | 7,3        | 6,3       | 6          | 6,5        | 10,3       | 12,2    | 10        | 8,4       | 7,4        | 6,1       | 5,8        | 6,6       | 92,9            |
| Nombre de jours avec neige            | 7,3        | 6,2       | 5          | 2,4        | 0,67       | 0,04    | 0         | 0         | 0,32       | 2         | 4,8        | 6,2       | 34,9            |

| Diagramme climatique                                  |             |             |              |             |             |              |              |             |              |             |               |
| J                                                     | F           | M           | A            | M           | J           | J            | A            | S           | O            | N           | D             |
| −8,5−19,821,8                                         | −5−15,915,9 | 1,3−9,923,5 | 12,3−2,426,7 | 19,23,955,2 | 22,39,280,5 | 26,611,665,4 | 26,710,442,4 | 20,14,736,6 | 11,6−1,825,1 | 1,1−9,916,7 | −6,1−17,120,8 |
| Moyennes : • Temp. maxi et mini °C • Précipitation mm |             |             |              |             |             |              |              |             |              |             |               |